# Sint-Janskerk (Hertsberge)

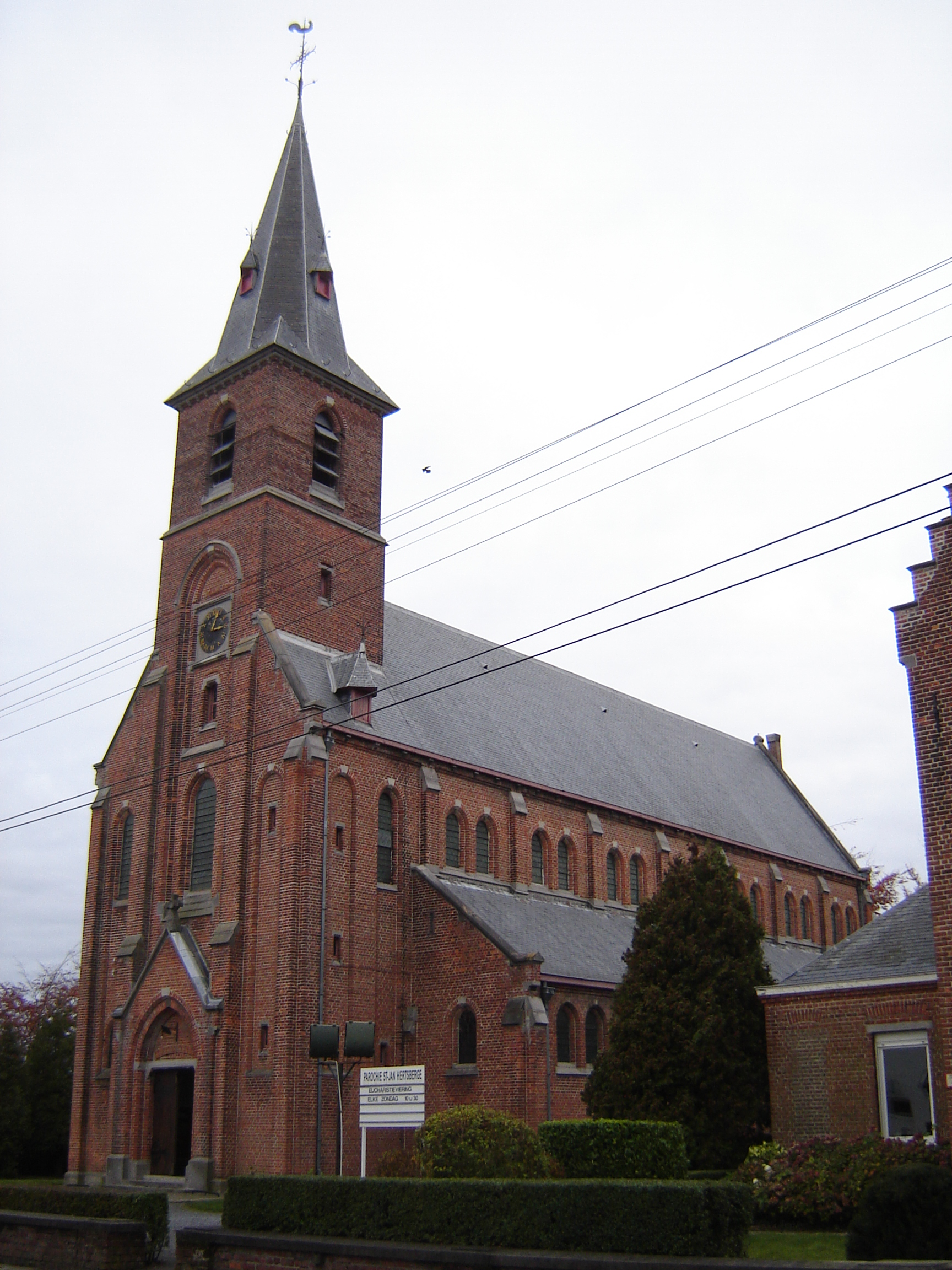
Sint-Janskerk

De Sint-Janskerk (gewijd aan Johannes de Evangelist) is de parochiekerk van de tot de West-Vlaamse gemeente Oostkamp behorende plaats Hertsberge, gelegen aan de Wingensestraat.

## Geschiedenis
Hertsberge was lange tijd geen zelfstandige parochie. Omstreeks 1850 werd echter het Kasteel Bulskampveld gebouwd in opdracht van barones Elisabeth Le Candèle de Gyseghem-de Robiano. Bij het kasteel werd een kapel gebouwd, gewijd aan Sint-Jozef. Hier werden Missen opgedragen voor alle buurtbewoners. Na haar dood ontstonden bij de kasteelheren plannen om een parochie te stichten. Dit gebeurde in 1891 en van 1892-1895 werd de kerk gebouwd naar ontwerp van Charles De Wulf.

## Gebouw
Het betreft een bakstenen basilicaal kerkgebouw met ingebouwde toren. Aan de westkant van de kerk bevinden zich twee glas-in-loodramen die afkomstig zijn van de voormalige kapel van Kasteel Bulskampveld en hier in 1931 werden aangebracht.
Het orgel is van 1911 en werd gebouwd door de firma Loncke. Het interieur is overwegend neogotisch.